# Stefan Lelek-Sowa
Stefan Lelek-Sowa, ps. „Sawicki”, „Lelek”, „Stefan” (ur. 5 września 1885 w Kraśniku, zm. 29 czerwca 1940 w Lublinie) – sędzia, senator, działacz społeczny i konspiracyjny, kawaler Orderu Virtuti Militari.

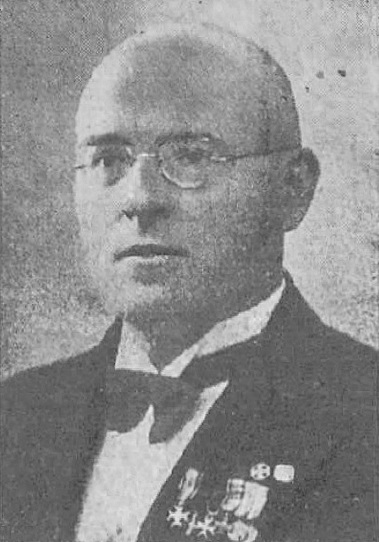
Stefan Lelek (przed 1934)

## Życiorys
Urodził się 5 września 1885 w Kraśniku, w rodzinie Stanisława i Katarzyny z Pyzików. Był uczniem gimnazjum im. Staszica w Lublinie. Od 1905 działał w PPS, był członkiem lubelskiej organizacji bojowej. Według jednej wersji zagrożony aresztowaniem zbiegł na Syberię, po czym w 1908 został zatrzymany we Władywostoku za udział w buncie marynarzy. Według innej wersji w 1905 został aresztowany i zesłany do Władywostoku za udział w strajku szkolnym. Zbiegł stamtąd w 1908, przez pięć lat przebywając w różnych miejscach świata (Japonia, Chiny, Nowa Gwinea, Australia, Stany Zjednoczone). Ukończył studia na wydziale politycznym Uniwersytetu w Valparaiso w stanie Indiana. W 1913 powrócił do Polski, kontynuując studia na Wydziale Filozoficznym Uniwersytetu Jagiellońskiego. 
W 1914 walczył w I Brygadzie Legionów Polskich. Potem objął funkcję komendanta okręgu Polskiej Organizacji Wojskowej na Lubelszczyźnie. Od 1918 był żołnierzem Wojska Polskiego – najpierw jako kapitan, a potem dowódca V batalionu Milicji Ludowej w okręgu łomżyńskim.
17 maja 1922 został odznaczony orderem wojskowym „Virtuti Militari" V klasy.
Ukończył prawo na Katolickim Uniwersytecie Lubelskim. Działał w Polskiej Partii Socjalistycznej, a potem w sanacji. Pracował jako sędzia Sądu Apelacyjnego w Lublinie. W tym mieście był aktywnym działaczem społecznym. Zastępca senatora wybrany w 1935 w województwie lubelskim. W latach 1938–1939 pełnił mandat senatora V kadencji.
Podczas II wojny światowej był przewodniczącym Organizacji Orła Białego Okręgu Lublin, przewodniczącym Rady Obrony Narodowej w Lublinie, członkiem Komitetu Obrony Lublina, współorganizatore, lubelskiego okręgu Służby Zwycięstwu Polski oraz Związku Walki Zbrojnej. 
Został zamordowany przez Niemców latem 1940  w Rurach Jezuickich k. Lublina. Wraz z nim zginęła jego córka Halina Lelkówna, studentka Katolickiego Uniwersytetu Lubelskiego i łączniczka okręgu Związku Walki Zbrojnej.
Jego życiorys posłużył jako pierwowzór losów Stefana Kulczyby, jednego z bohaterów literackich tzw. sagi polskiej autorstwa Danuty Mostwin (w trzech pierwszych książkach serii: Cień księdza Piotra, Szmaragdowa zjawa i Tajemnica zwyciężonych).

## Ordery i odznaczenia
- Krzyż Srebrny Orderu Wojskowego Virtuti Militari nr 7566 (17 maja 1922)[5][6]
- Krzyż Niepodległości (12 marca 1931)[7]
- Krzyż Oficerski Orderu Odrodzenia Polski (27 listopada 1929)[8]
- Krzyż Walecznych (czterokrotnie)
- Złoty Krzyż Zasługi z Mieczami (pośmiertnie)
- Medal Pamiątkowy za Wojnę 1918–1921
- Medal Dziesięciolecia Odzyskanej Niepodległości
- Odznaka „Za wierną służbę”[2]
- Krzyż Legionowy[2]
- Odznaka pamiątkowa Polskiej Organizacji Wojskowej[2]
- Odznaka Republiki Lubelskiej[2]